# La burla retrocessa nel contraccambio
La burla retrocessa nel contraccambio è un'opera teatrale in cinque atti di Carlo Goldoni scritta nel 1764 per l'amico Marchese Albergati, che era solito recitare con una compagnia di comici dilettanti nella sua villa di Zola Predosa.
Si tratta della rielaborazione in lingua italiana del canovaccio in francese Arlequin, dupe vengée, che era stato messo in scena a Parigi l'11 maggio 1764. Lo stesso testo fu in seguito riscritto dall'autore in dialetto veneziano, con il titolo di Chi la fa l'aspetta.
Per il teatro privato dell'Albergati, Goldoni aveva già ideato negli anni precedenti L'avaro, Il cavaliere di spirito, La donna bizzarra, L'apatista o sia L'indifferente e  L'osteria della posta.

## Trama
Uno scherzo incrociato tra Gottardo e Agapito provoca l'ingiusta gelosia di Placida e favorirà il coronamento dell'amore prima osteggiato tra Costanza e Roberto.

## Poetica
Il tema della moglie gelosa e del marito burbero segna la ripresa dei motivi della vita familiare e dell’intimità domestica, con la  precisa scelta di ambientazione veneziana, in contrapposizione a quella parigina da poco abbandonata.